# Fisködlor
Fisködlor eller ichthyosaurier (vetenskapligt namn: Ichthyosauria, nylatin för "fisködlor") var en grupp marina reptiler som levde under jura.

## Beskrivning och anatomi
Ichthyosaurierna var reptilernas motsvarighet till delfiner. De var ganska lika delfiner till utseendet, dock skiljde de sig åt genom att ichthyosaurierna rörde stjärtfenan från sida till sida, till skillnad från delfiner. Vissa forskare tror att ichthyosaurierna hoppade över vattenytan på samma sätt som delfiner. Ichthyosaurierna hade långa smala käkar som de hade för att fånga byten med (kanske bläckfisk).
Icthyosaurierna födde levande ungar, troligen med stjärten först, på samma sätt som delfiner.

## Kroppsfärg
Svenska forskare kunde 2014 rapportera att de hade bestämt vilken färg Ichthyosaurier uppvisade. Johan Lindgren et al  vid Lunds universitet hade upptäckt eumelanin i avtryck av fisködleskinn. Upptäckten avslöjade att Ichthyosaurier troligen var helt mörkt färgade för att kamouflera dem under jakt i djupvattnet. Detta kontrasterar mot mosasaurier och förhistoriska havslädersköldpaddor, vilka man fann vara motsidigt färgskiftande likt hajar, pingviner och andra moderna djur som använder sig av motsidig färgskiftning som kamouflage vid jakt. Upptäckten blev publicerad i Nature.

## Upptäcktshistoria
1811 påträffade Joseph Anning, bror till Mary Anning vid fossilletning i Lyme Regis huvudet till vad som först troddes vara en stor krokodil. Först året därpå 1812 lyckades Mary hitta resten av kroppen, som visade sig vara närmare tre meter lång. Fyndet väckte stor uppmärksamhet, och förevisades på William Bullocks museum i London. William Buckland och William Conybeare intresserade sig tidigt för fyndet och började arbeta på en vetenskaplig beskrivning. De förekoms dock av Everard Home, som 1819 klassade det som en nära släkting till Europeisk olm och ville ge den namnet Proteosaurus eller Proteus-ödla. Föreståndaren för naturhistoriska avdelningen vid British Museum Charles Konig hade dock redan döpt djuret till Ichthyosaurus, fisködla. Eftersom namnet föreslagits först kom det att vinna företräde, något som upprörde Home, som länge kom att driva sitt alternativa namn på djuret.
1821 presenterade Conybeare den första vetenskapligare undersökningen av Ichtyosarius i samarbete med Henry Thomas De la Beche. Han visade att tänderna visade tydlig släktskap med reptiler, och att den hade den för reptiler typiska tandväxlingscykeln. Skallbenet visade sig också likna ödlors med två öppningar på ryggen bakom ögonen. Underkäken uppvisade stora likheter med den hos krokodiler. Ichtyosaurus hade dock fler tänder, och en spetsigare käke. Hos Ichtyosaurus fanns även en uppsättning tunna rörliga ben för att skydda pupillen. Djuret hade dock ryggkotor som påminde om dem hos fiskar och var utformade som tunna, smala skivor och var mycket lätta. Totalt hade djuret 80 till 90 ryggkotor och kunde bli över sju meter långt. Ganska snart påträffades fler fynd. Conybeare och de la Beche påträffade vid sina undersökningar även andra ryggkotor bland fossilerna, som varken stämde med Ichthyosaurus eller krokodiler, och antog att ett flertal havsödlor levat i havet samtidigt med Ophthalmosaurus, och föreslog namnet Enalosaurier eller "Havsödlor".